# Lee Krasner
Lee Krasner (Brooklyn, 27 de Outubro de 1908 - Nova Iorque, 19 de Junho de 1984) foi uma influente pintora expressionista abstrata da segunda metade do século XX.
Em 25 de Outubro de 1945 ela casou com o também pintor expressionista abstrato Jackson Pollock.

## Primeiros anos
Krasner nasceu com o nome de Lena Krassner (fora da família era conhecida como Lenore Krasner) em 27 de outubro de 1908 no Brooklyn, Nova York. Krasner era filha de Chane (née Weiss) e Joseph Krasner.  Seus pais eram imigrantes judeus ucranianos, de Shpykiv, uma comunidade judaica no que hoje é a Ucrânia. Seus pais fugiram para os Estados Unidos para escapar do antissemitismo e da guerra russo-japonesa. Sua mãe Chane mudou seu nome para Anna assim que chegou à América. Lee foi a quarta de cinco filhos, incluindo sua irmã, Ruth, e a primeira que nasceu na América. 

## Educação
Ela rapidamente dedicou sua vida à arte, começando sua carreira na adolescência.  Ao terminar o ensino médio, ingressou na Escola de Arte Feminina da Cooper Union. Em 1928, quando terminou sua formação básica, entrou para a Academia Nacional de Desenho, onde começou a estudar os Velhos Mestres, formando-se em 1932.  Na década de 1930, ela começou a estudar arte moderna aprendendo os componentes da composição, técnica e teoria. A força do pós-impressionismo e a abertura do Museu de Arte Moderna, injetaram este novo modelo de pintura em Krasner, que orientou seus novos estudos para a pintura moderna.  Em 1937, ela conheceu Hans Hofmann, que lhe permitiu aprofundar novos estilos modernos, como o cubismo.

## Carreira
Durante a Grande Depressão, se juntou ao Federal Art Project, projeto da Works Progress Administration criado para dar emprego aos artistas neste período. Dedicada a pintar murais junto com outros artistas, estava insatisfeita por ter um emprego, mas não de pintar o que realmente gostava; seu estilo moderno não era adequado ao figurativismo exigido pelo projeto federal. Após este período ela se juntou aos grupos Artists Union e American Abstracts Artists, retornando ao estilo pictórico que mais a atraia.

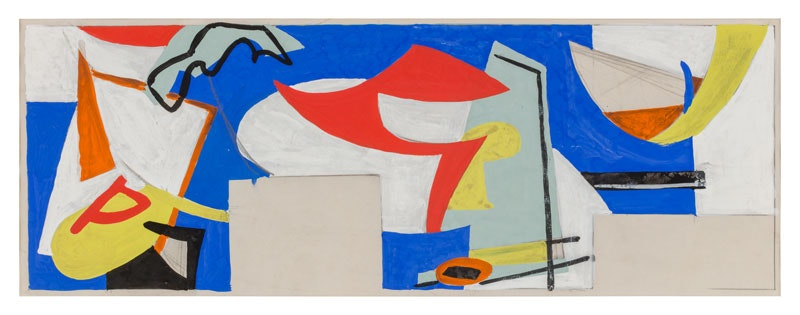
Untitled Mural Study, 1940. Guache sobre papel, 43 x 56 cm. Estudo de Krasner para um mural encomendado pela Works Progress Administration, agência do New Deal americano.

Apesar de ser uma artista do expressionismo abstrato, seu trabalho contém variações, motivadas pelo seu espírito crítico e pela recusa em se concentrar num estilo único. Essas variações ajudaram a criar seu próprio estilo e diferenciá-la dos artistas de seu tempo, incorporando sua própria simbologia definida por meio de sua própria vida pessoal. Embora  tenha absorvido a influência da pintura de Pollock, Krasner não esqueceu sua admiração por artistas como Matisse ou Mondrian, incluindo elementos de ambos. A série "Little Image" reproduz esta admiração.  
Após seu casamento com Pollock, perde parte de seu trabalho minimizando sua produção. Nestes anos, assume um estilo muito mais sensual e centra-se sobretudo na vida e na morte. Porém, com a morte de seu marido, assume a arte com mais força e cria as séries "Earth Green" e "Umber". [carece de fontes?]
Nos anos 70,  mudou radicalmente seu estilo, optando por uma pintura plana e quase geométrica com cores muito mais puras. Depois de exposições individuais, ela consegue dissociar-se do apelido de "a mulher de Jackson Pollock" e consegue conquistar um lugar entre as pessoas mais influentes da arte moderna nos Estados Unidos.

## Morte e legado
Lee Krasner morreu em 1984, aos 75 anos, de causas naturais. Ela sofria de artrite.
Seis meses após sua morte, o Museu de Arte Moderna (MoMA), em Nova York, realizou uma exposição retrospectiva de seu trabalho.Uma resenha da exposição no New York Times observou que  ela "define claramente o lugar de Krasner na Escola de Nova York" e que ela "é uma grande artista independente da geração pioneira do expressionismo abstrato, cujo trabalho assertivo se coloca entre as grandes obras que foram produzidas aqui no último meio século ". Até 2008, Krasner é uma das quatro mulheres artistas a fazer uma retrospectiva no Museu de Arte Moderna. As outras três são Louise Bourgeois (em 1982), Helen Frankenthaler (em 1989) e Elizabeth Murray (em 2004).  Suas obras foram doadas ao Archives of American Art em 1985; elas foram digitalizadas e postados na web para pesquisadores em 2009.
Krasner foi interpretada por Marcia Gay Harden na cinebiografia Pollock (2000). Pelo papel, a atriz conquistou o Oscar de Melhor Atriz Coadjuvante em 2001.

## Vida pessoal

### Relacionamento com Pollock
Lee Krasner e Jackson Pollock começaram a se relacionar em 1942, após ambos exibirem na Galeria McMillen. Krasner ficou intrigada com seu trabalho e com o fato de ela não saber quem ele era, pois conhecia muitos pintores abstratos de Nova York. Ela foi ao apartamento dele para encontrá-lo. Em 1945, eles se mudaram para The Springs, nos arredores de East Hampton. No verão daquele ano, eles se casaram em uma igreja com duas testemunhas presentes.  Enquanto os dois moravam na fazenda em The Springs, continuaram  a criar arte, trabalhando em espaços separados em sua propriedade; Krasner trabalhou em um quarto no andar de cima da casa enquanto Pollock trabalhava no celeiro em seu quintal. [carece de fontes?]
Em 1956, o relacionamento entre eles ficou tenso quando enfrentaram certos problemas. Pollock havia voltado a lutar contra o alcoolismo e estava tendo um caso extraconjugal com Ruth Kligman. Krasner saiu no verão para visitar amigos na Europa, mas teve que retornar rapidamente quando Pollock morreu em um acidente de carro enquanto ela estava fora.[carece de fontes?]